# 7B busz (Balassagyarmat)
A balassagyarmati 7B jelzésű autóbusz a Kenessey Albert Kórháztól kiindulva Ruhagyár érintésével tér vissza a Kenessey Albert Kórházhoz. A 7-es busz betétjárataként útvonaluk szinte megegyezik, de ez nem tér be a Szabó Lőrinc iskolához. A járatot a városi önkormányzat megrendelésére a Volánbusz üzemelteti.
A 7B autóbusz a 7-es, 7A, 8-as és 9-es buszokkal együtt alkotják a város tömegközlekedésének gerincét hétköznapokon, és tartják az óránkénti ütemes menetrendet.

## Útvonala
| Útvonala |
| --- |
| Kenessey Albert Kórház – Rákóczi fejedelem út – Civitas Fortissima tér – Rákóczi fejedelem út – Kóvári út – Ady Endre út – Hétvezér utca – Batthyány utca – Horváth Endre utca – Mártírok útja – Nyírjesi út – Leningen Károly utca – Kossuth Lajos út – Rákóczi fejedelem út – Kenessey Albert Kórház |

## Megállóhelyei
| 7B (Kenessey Albert Kórház – Kenessey Albert Kórház) |                        |                                                       | |
| Perc (↓)                                             | Megállóhely            | Megállóhelyet érintő járatok                          | Fontosabb létesítmények |
| 0                                                    | Kenessey Albert Kórház | 1, 1A, 1C, 2, 4, 5B, 6, 6A, 7, 7A, 7B, 8, 8C, 9, 9B   | Dr. Kenessey Albert Kórház-Rendelőintézet |
| 1                                                    | Rákóczi út 98.         | 1, 1A, 1C, 2, 4, 6, 6A, 7, 7A, 7B, 8, 8A, 9, 9A, 9B   | Nyitnikék Óvoda |
| 2                                                    | Dózsa György út        | 1, 1A, 1C, 2, 4, 6, 6A, 7, 7A, 7B, 8, 8A, 9, 9A, 9B   | |
| 3                                                    | Hunyadi utca           | 1, 1C, 2, 2C, 4, 6, 6A, 7, 7A, 7B, 8, 9, 9A, 9B, 3314 | Mikszáth Kálmán Művelődési Központ, Salgótarjáni Szakképzési Centrum Szent-Györgyi Albert Gimnáziuma, Szakgimnáziuma és Szakközépiskolája, piac, Spar áruház, OTP Bank |
| 4                                                    | Civitas Fortissima tér | 1, 1C, 3B, 4, 6, 6A, 7, 7B, 7D, 8, 9, 9A, 9B, 3314    | Városháza, Vármegyeháza, Jánossy Képtár, Tornay Galéria, Balassagyarmati Törvényszék, Civitas Fortissima tér                                                           |
| 6                                                    | Malom                  | 1C, 3, 3C, 4, 6, 6A, 7, 7B, 8, 9, 9A, 9B              | |
| 7                                                    | Madách liget           | 1C, 6, 6A, 7, 7B, 8, 9, 9A, 9B, 3314                  | Lidl áruház, Madách liget (lakótelep) |
| 8                                                    | Kecskeliget            | 6, 6A, 7, 7B, 8, 9, 9A, 9B, 3314                      | Kecskeliget, Salgótarjáni Szakképzési Centrum Mikszáth Kálmán Gimnáziuma, Szakgimnáziuma, Szakközépiskolája és Szakiskolája                                            |
| 9                                                    | Klapka György utca     | 6, 6A, 7, 7B, 8, 9, 9A, 9B, 3314                      | |
| 10                                                   | Vak Bottyán utca       | 6, 6A, 7, 7B, 8, 9, 9A, 3314                          | |
| 11                                                   | Ruhagyár               | 2, 2C, 3, 3C, 6, 6A, 7, 7B, 8, 9, 9A, 9B, 3314        | An-Ro Ruha Kft. |
| 12                                                   | Erdőgazdaság           | 2, 2C, 3, 3C, 6, 6A, 7, 7B, 8, 9, 9A, 9B, 3314        | |
| 13                                                   | Mártírok útja          | 2, 2C, 3, 3C, 6, 7, 7B, 8, 9, 9A, 9B, 3314            | |
| 14                                                   | Nyírjesi úti óvoda     | 2, 2C, 3, 3C, 6, 7, 7B, 8, 9, 9A, 9B, 3314            | Játékvár Óvoda |
| 15                                                   | Kis posta              | 2, 2C, 3, 3B, 3C, 7, 7A, 7B, 7D, 3314                 | Balassagyarmat 2. sz. posta |
| 16                                                   | Benczúr Gyula utca     | 2, 2C, 3B, 7, 7A, 7B, 7D, 3314                        | |
| 17                                                   | Deák Ferenc utca       | 2, 2C, 3B, 7, 7A, 7B, 7D, 3314                        | Evangélikus templom |
| 18                                                   | Balassa utca           | 2, 2C, 3B, 7, 7A, 7B, 7D, 3314                        | Pannónia Motorkerékpár Múzeum |
| 19                                                   | Hunyadi utca           | 1, 1C, 2, 2C, 4, 6, 6A, 7, 7A, 7B, 8, 9, 9A, 9B, 3314 | Mikszáth Kálmán Művelődési Központ, Salgótarjáni Szakképzési Centrum Szent-Györgyi Albert Gimnáziuma, Szakgimnáziuma és Szakközépiskolája, piac, Spar áruház, OTP Bank |
| 20                                                   | Dózsa György út        | 1, 1A, 1C, 2, 4, 6, 6A, 7, 7A, 7B, 8, 8A, 9, 9A, 9B   | |
| 21                                                   | Rákóczi út 98.         | 1, 1A, 1C, 2, 4, 6, 6A, 7, 7A, 7B, 8, 8A, 9, 9A, 9B   | Nyitnikék Óvoda |
| 22                                                   | Kenessey Albert Kórház | 1, 1A, 1C, 2, 4, 5B, 6, 6A, 7, 7A, 7B, 8, 8C, 9, 9B   | Dr. Kenessey Albert Kórház-Rendelőintézet |

## Külső hivatkozások
- A Nógrád Volán weboldala. [2014. december 30-i dátummal az eredetiből archiválva].
- Valósidejű utastájékoztatás. Nógrád Volán. [2018. augusztus 21-i dátummal az eredetiből archiválva]. (Hozzáférés: 2016. október 11.)